# Supercopa de Europa 1999
La Supercopa de Europa 1999 o Supercopa de la UEFA 1999 fue la 24.ª edición del torneo, que disputaron el 27 de agosto de 1999 la Lazio de Italia y el Manchester United de Inglaterra. El Manchester United se clasificó al vencer al Bayern en la Liga de Campeones, mientras que el Lazio había llegado a la Supercopa tras vencer al Mallorca de España en la final de la Recopa de Europa.
Esta fue la segunda Supercopa disputada a un solo partido y tuvo por sede el Estadio Luis II de Mónaco. También ha sido la última Supercopa disputada por los campeones de la Recopa de Europa, ya que a partir de la siguiente edición dicha competición fue suspendida y en su lugar la disputaron los campeones de la Copa de la UEFA.
El único gol del partido fue marcado por el chileno Marcelo Salas al minuto 30 del partido, dando la victoria a su equipo.

## Partido
| 27 de agosto de 1999 | S. S. Lazio       | 1:0 (1:0) | Manchester United F. C. | Estadio Louis II, Mónaco |  |
|                      | Marcelo Salas 35' | Reporte   |                         |                          |  |

## Detalles
| 17         | POR        | Raimond van der Gouw |     |
| 2          | DEF        | Gary Neville         |     |
| 6          | DEF        | Jaap Stam            | 57' |
| 21         | DEF        | Henning Berg         |     |
| 12         | DEF        | Phil Neville         |     |
| 7          | MED        | David Beckham        | 58' |
| 16         | MED        | Roy Keane            |     |
| 18         | MED        | Paul Scholes         |     |
| 9          | DEL        | Andy Cole            | 78' |
| 10         | DEL        | Teddy Sheringham     |     |
| 20         | DEL        | Ole Gunnar Solskjær  |     |
| Entrenador | Entrenador | Alex Ferguson        |     |

| 1          | POR        | Luca Marchegiani     |     |
| 2          | DEF        | Paolo Negro          |     |
| 13         | DEF        | Alessandro Nesta     |     |
| 11         | DEF        | Siniša Mihajlović    |     |
| 15         | DEF        | Giuseppe Pancaro     |     |
| 20         | MED        | Dejan Stanković      |     |
| 23         | MED        | Juan Sebastián Verón |     |
| 25         | MED        | Matías Almeyda       |     |
| 18         | MED        | Pavel Nedved         | 66' |
| 10         | DEL        | Roberto Mancini      | 84' |
| 21         | DEL        | Simone Inzaghi       | 23' |
| Entrenador | Entrenador | Sven-Göran Eriksson  |     |

| 13 | DEF | John Curtis       | 57' |
| 14 | DEL | Jordi Cruyff      | 58' |
| 34 | MED | Jonathan Greening | 78' |

| 9  | DEL | Marcelo Salas    | 23' |
| 16 | MED | Attilio Lombardo | 66' |
| 14 | MED | Diego Simeone    | 84' |

| Anotado | 35' | Marcelo Salas | 0-1 |

| Árbitro             | Ryszard Wójcik   |
| Árbitros asistentes | Jacek Pocięgiel  |
| Árbitros asistentes | Eugeniusz Koczar |
| Cuarto árbitro      | Tomasz Mikulski  |

| 17         | POR        | Raimond van der Gouw |     |
| 2          | DEF        | Gary Neville         |     |
| 6          | DEF        | Jaap Stam            | 57' |
| 21         | DEF        | Henning Berg         |     |
| 12         | DEF        | Phil Neville         |     |
| 7          | MED        | David Beckham        | 58' |
| 16         | MED        | Roy Keane            |     |
| 18         | MED        | Paul Scholes         |     |
| 9          | DEL        | Andy Cole            | 78' |
| 10         | DEL        | Teddy Sheringham     |     |
| 20         | DEL        | Ole Gunnar Solskjær  |     |
| Entrenador | Entrenador | Alex Ferguson        |     |

| 1          | POR        | Luca Marchegiani     |     |
| 2          | DEF        | Paolo Negro          |     |
| 13         | DEF        | Alessandro Nesta     |     |
| 11         | DEF        | Siniša Mihajlović    |     |
| 15         | DEF        | Giuseppe Pancaro     |     |
| 20         | MED        | Dejan Stanković      |     |
| 23         | MED        | Juan Sebastián Verón |     |
| 25         | MED        | Matías Almeyda       |     |
| 18         | MED        | Pavel Nedved         | 66' |
| 10         | DEL        | Roberto Mancini      | 84' |
| 21         | DEL        | Simone Inzaghi       | 23' |
| Entrenador | Entrenador | Sven-Göran Eriksson  |     |

| 13 | DEF | John Curtis       | 57' |
| 14 | DEL | Jordi Cruyff      | 58' |
| 34 | MED | Jonathan Greening | 78' |

| 9  | DEL | Marcelo Salas    | 23' |
| 16 | MED | Attilio Lombardo | 66' |
| 14 | MED | Diego Simeone    | 84' |

| Anotado | 35' | Marcelo Salas | 0-1 |

| Árbitro             | Ryszard Wójcik   |
| Árbitros asistentes | Jacek Pocięgiel  |
| Árbitros asistentes | Eugeniusz Koczar |
| Cuarto árbitro      | Tomasz Mikulski  |

|                         |
| Bandera de Italia       |
| Campeón Lazio 1º título |